# Homalopetalum alticola
Homalopetalum alticola är en orkidéart som först beskrevs av Leslie Andrew Garay och Galfrid Clement Keyworth Dunsterville, och fick sitt nu gällande namn av Soto Arenas. Homalopetalum alticola ingår i släktet Homalopetalum och familjen orkidéer. Inga underarter finns listade i Catalogue of Life.